# Ahmetovci
Ahmetovci är ett samhälle i Bosnien och Hercegovina.   Det ligger i entiteten Republika Srpska, i den nordvästra delen av landet, 190 kilometer nordväst om huvudstaden Sarajevo. Ahmetovci ligger 249 meter över havet och antalet invånare är 139.
Terrängen runt Ahmetovci är kuperad norrut, men söderut är den platt. Terrängen runt Ahmetovci sluttar söderut.Närmaste större samhälle är Prijedor, 13,6 kilometer sydost om Ahmetovci. 
Omgivningarna runt Ahmetovci är en mosaik av jordbruksmark och naturlig växtlighet. Runt Ahmetovci är det ganska tätbefolkat, med 67 invånare per kvadratkilometer.